# Domloup
Domloup (Gallo: Donlô) ist eine französische Gemeinde mit 3.839 Einwohnern (Stand: 1. Januar 2022) im Département Ille-et-Vilaine in der Region Bretagne; sie gehört zum Arrondissement Rennes und zum Kanton Châteaugiron. Die Einwohner werden Domloupéen genannt.

## Geographie
Domloup liegt etwa 13 Kilometer südöstlich von Rennes am Fluss Yaigne. im äußersten Nordwesten entspringt der Blosne. Umgeben wird Domloup von den Nachbargemeinden Noyal-sur-Vilaine im Norden und Nordosten, Châteaugiron im Osten und Südosten, Nouvoitou im Süden, Vern-sur-Seiche im Westen und Südwesten sowie Cesson-Sévigné im Nordwesten.

## Bevölkerungsentwicklung
| Jahr      | 1962 | 1968 | 1975 | 1982 | 1990 | 1999 | 2006 | 2012 |
| Einwohner | 712  | 734  | 856  | 1243 | 1501 | 2432 | 2769 | 2908 |

## Sehenswürdigkeiten
- Kirche Saint-Loup, ursprünglich im 18. Jahrhundert der Heiligen Anna und der Gottesmutter geweiht, 1836 wird der Turm hinzugefügt
- Kapelle Notre-Dame-de-la-Rivière (auch: Kapelle Les Marais), im 15. Jahrhundert errichtet, seit 1973 Monument historique
- Kapelle Saint-Jean, Anfang des 18. Jahrhunderts erbaut
- Kapelle Notre-Dame in Brouaise, 1612 erstmals schriftlich erwähnt
- Kapelle Le Bois-Hamon aus dem 18. Jahrhundert
- Kapelle Les Saint Anges am Herrenhaus La Chauvalière, Mitte des 17. Jahrhunderts erbaut
- Kapelle Maubusson, Mitte des 17. Jahrhunderts erbaut
- Calvaire, 2002 restauriert

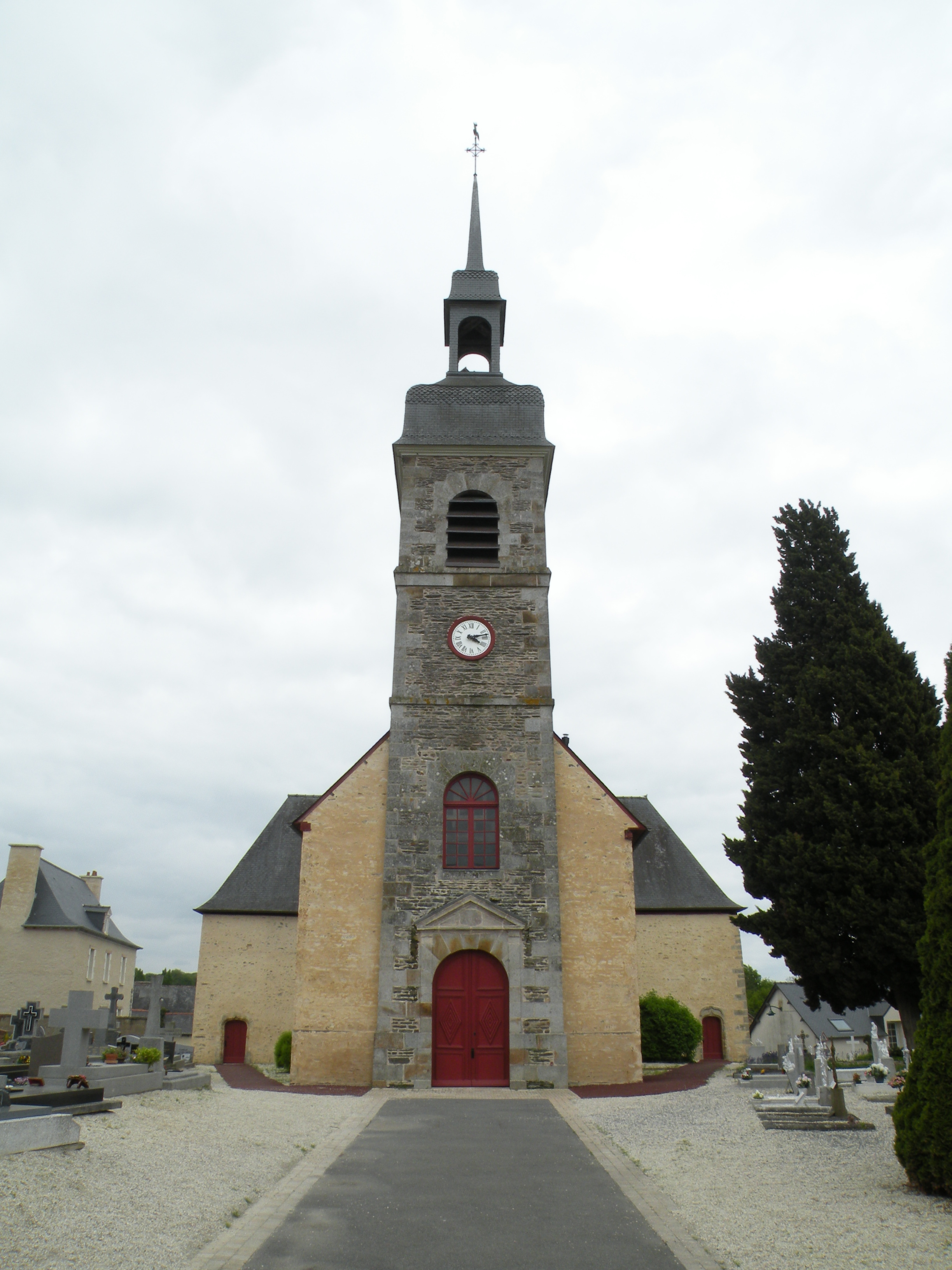
Kirche Saint-Loup
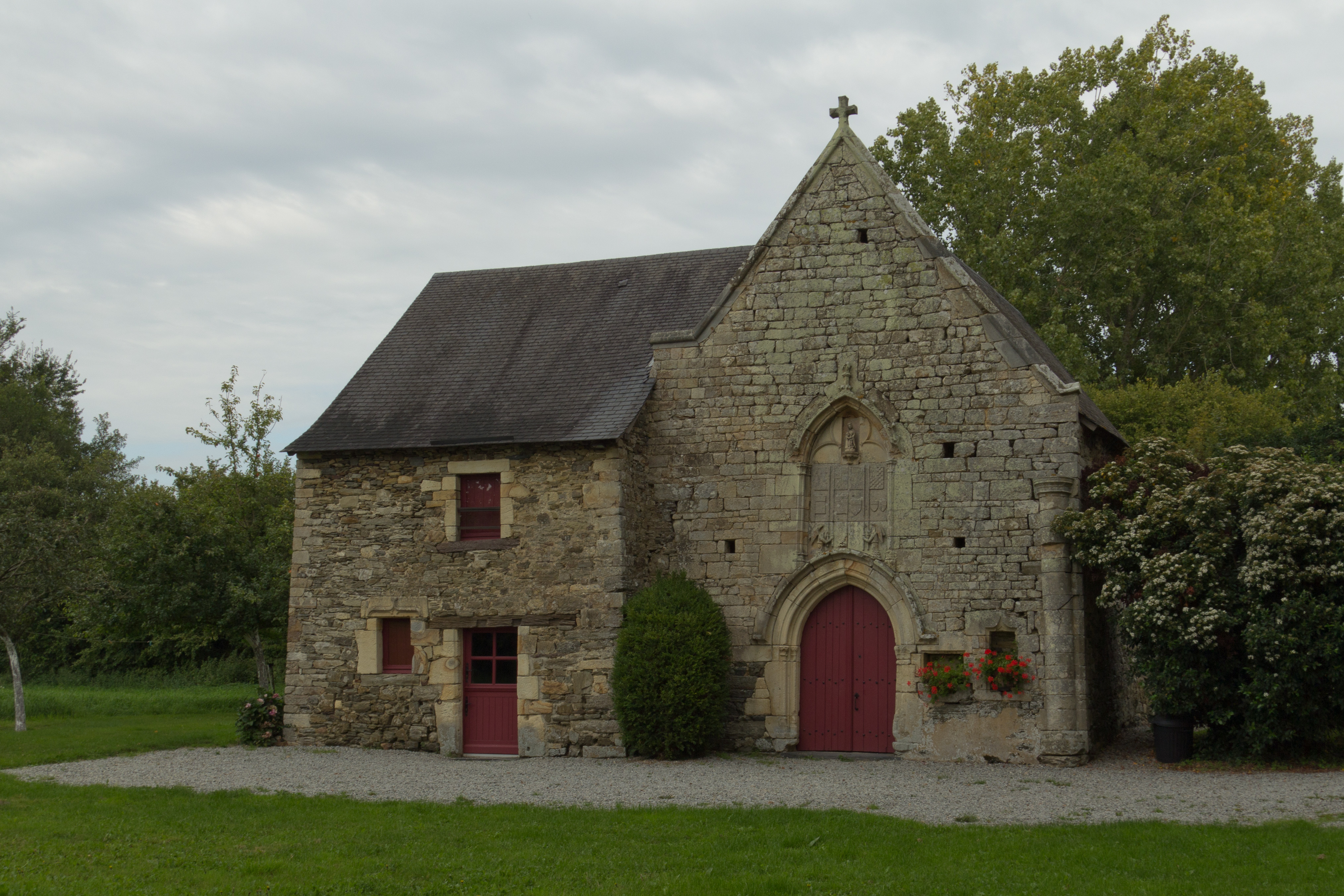
Kapelle Notre-Dame-de-la-Rivière